# Koprowy Wierch
Koprowy Wierch (niem. Dillenspitze, słow. Kôprovský štít, węg. Kapor-csúcs) – szczyt o wysokości 2366 m w słowackiej części Tatr Wysokich. Wcześniejsze źródła podawały wysokości 2367 m lub 2363 m.

## Topografia
Wierzchołek położony jest w głównej grani odnogi Krywania odchodzącej od Cubryny w kierunku południowo-zachodnim. Od znajdujących się w tej grani Piarżystych Czub oddziela go Skrajna Piarżysta Przełęcz. W wierzchołku Koprowego Wierchu boczna grań skręca w kierunku południowo-wschodnim i opada do Wyżniej Koprowej Przełęczy. Pomiędzy Koprowym Wierchem a tą przełęczą znajduje się jeszcze Koprowa Przehyba i Koprowa Kopa. Koprowy Wierch jest zwornikiem: w kierunku północno-zachodnim odchodzi od niego trzecia, boczna grań nazywana Pośrednim Wierszykiem. Najbliższą w niej przełączką jest Koprowa Ławka. Grań Pośredniego Wierszyka oddziela od siebie dwa boczne odgałęzienia Doliny Koprowej: Dolinę Ciemnosmreczyńską i Hlińską. Wschodnie ściany Koprowego Wierchu opadają do trzeciej doliny leżącej poniżej szczytu – do Doliny Hińczowej.
Koprowy Wierch ma dwa wierzchołki znajdujące się w odległości około 150 m, oddzielone szeroką przełęczą o wysokości około 2340 m. Wyższy o około 20 m jest wierzchołek wschodni i to on jest zwornikiem dla wszystkich grani. Z przełęczy między tymi wierzchołkami do Doliny Piarżystej (najwyższa część doliny Ciemnosmreczyńskiej) opada trawiasta depresja, niżej przekształcająca się w Komin Neumana. Z tej samej przełęczy do Doliny Hlińskiej opada łatwy do przejścia żleb.

## Turystyka i taternictwo
Koprowy Wierch jest łatwo dostępny z Wyżniej Koprowej Przełęczy. Prowadzi na niego z tej przełęczy oznaczony kolorem czerwonym szlak turystyczny. Wejście na szczyt szlakiem turystycznym jest łatwe.
Wszystkie szlaki prowadzące na Koprowy Wierch przechodzą przez Wyżnią Koprową Przełęcz. Trzy najbliższe miejsca u podnóży Tatr, z których prowadzą szlaki turystyczne na Koprowy Wierch:
   od parkingu nad Szczyrbskim Jeziorem przez Dolinę Mięguszowiecką: 4 godz. 20 min, suma podejść 1127 m, z powrotem 3 godz. 25 min,
   od Trzech Źródeł przez Dolinę Koprową i Hlińską: 5 godz. 35 min, suma podejść 1418 m, z powrotem 4 godz. 25 min,
    z Podbańskiej przez Dolinę Koprową i Hlińską: 6 godz. 15 min, suma podejść 1513 m, z powrotem 5 godz.
Najczęściej przez turystów wybierany (ze względu na najkrótsze podejście i deniwelację) jest szlak od Szczyrbskiego Jeziora.
Szczyt Koprowego Wierchu słynie z rozległych widoków. Wierzchołek był odwiedzany przez koziarzy i nie jest znana data pierwszego wejścia na szczyt. Wiadomo, że na szczycie bywał Kazimierz Tetmajer w latach 1881–1896, Klemens Bachleda około 1890 r. Zimą jako pierwsi na szczycie stanęli: E. Baur i Alfred Martin 18 marca 1906 r. Przejście z Koprowego Wierchu granią Pośredniego Wierszyka nie jest trudne (0+ w skali tatrzańskiej), ale przepisy TANAP-u ograniczają je tylko dla zrzeszonych taterników i obwarowują dodatkowymi przepisami.

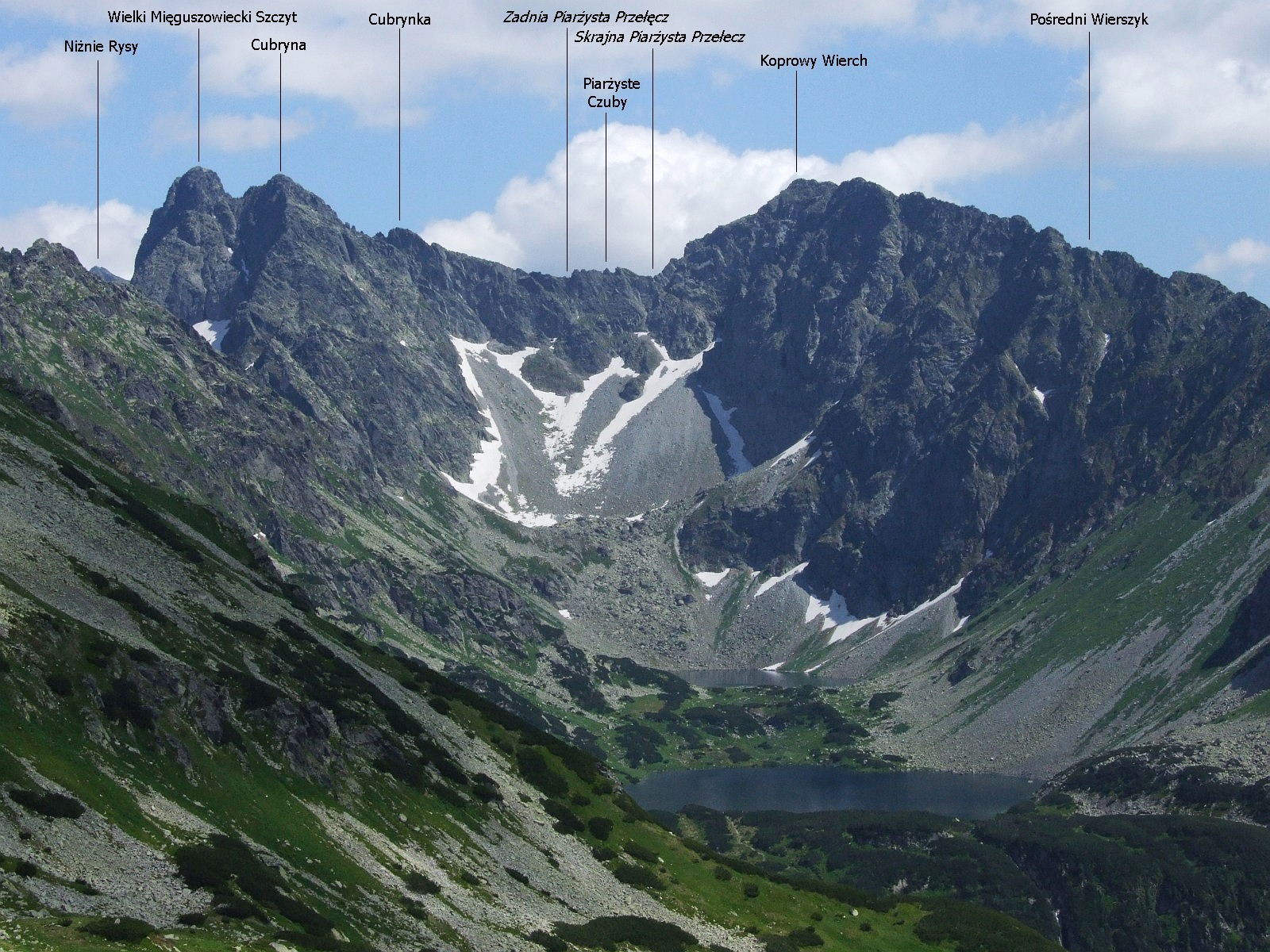
Widok z Doliny Ciemnosmreczyńskiej
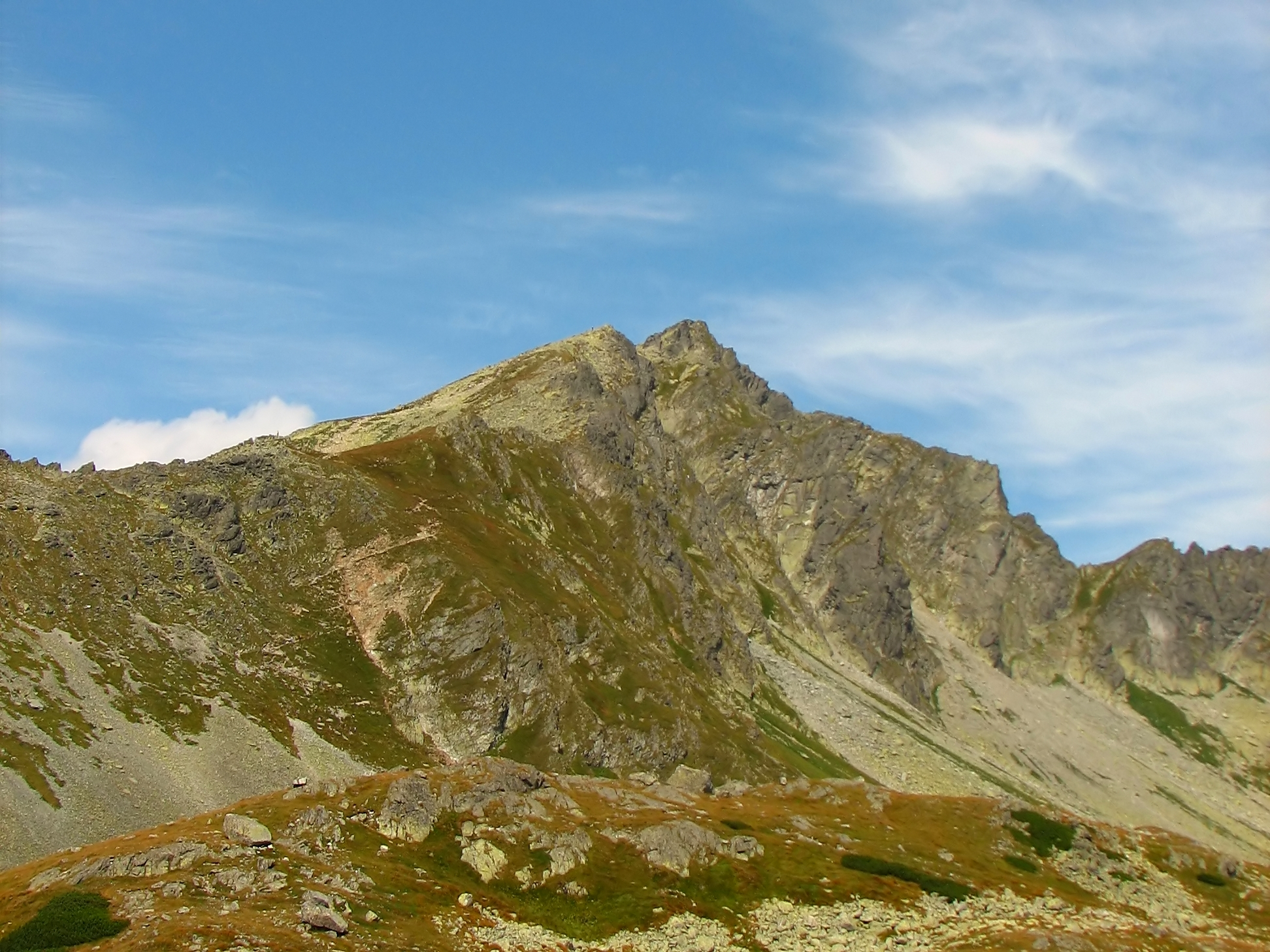
Koprowy Wierch z Doliny Hińczowej
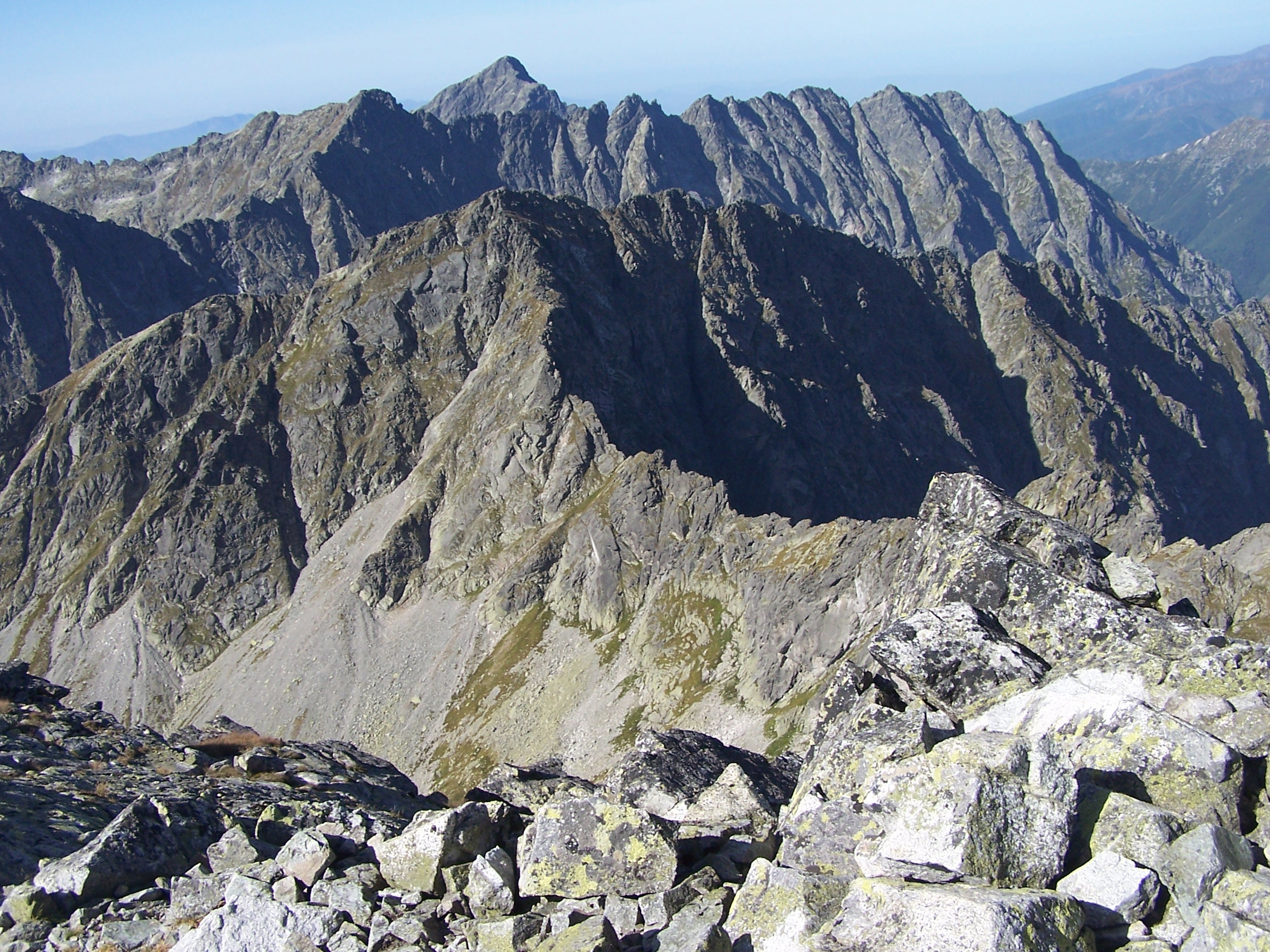
Widok z Mięguszowieckiego Szczytu
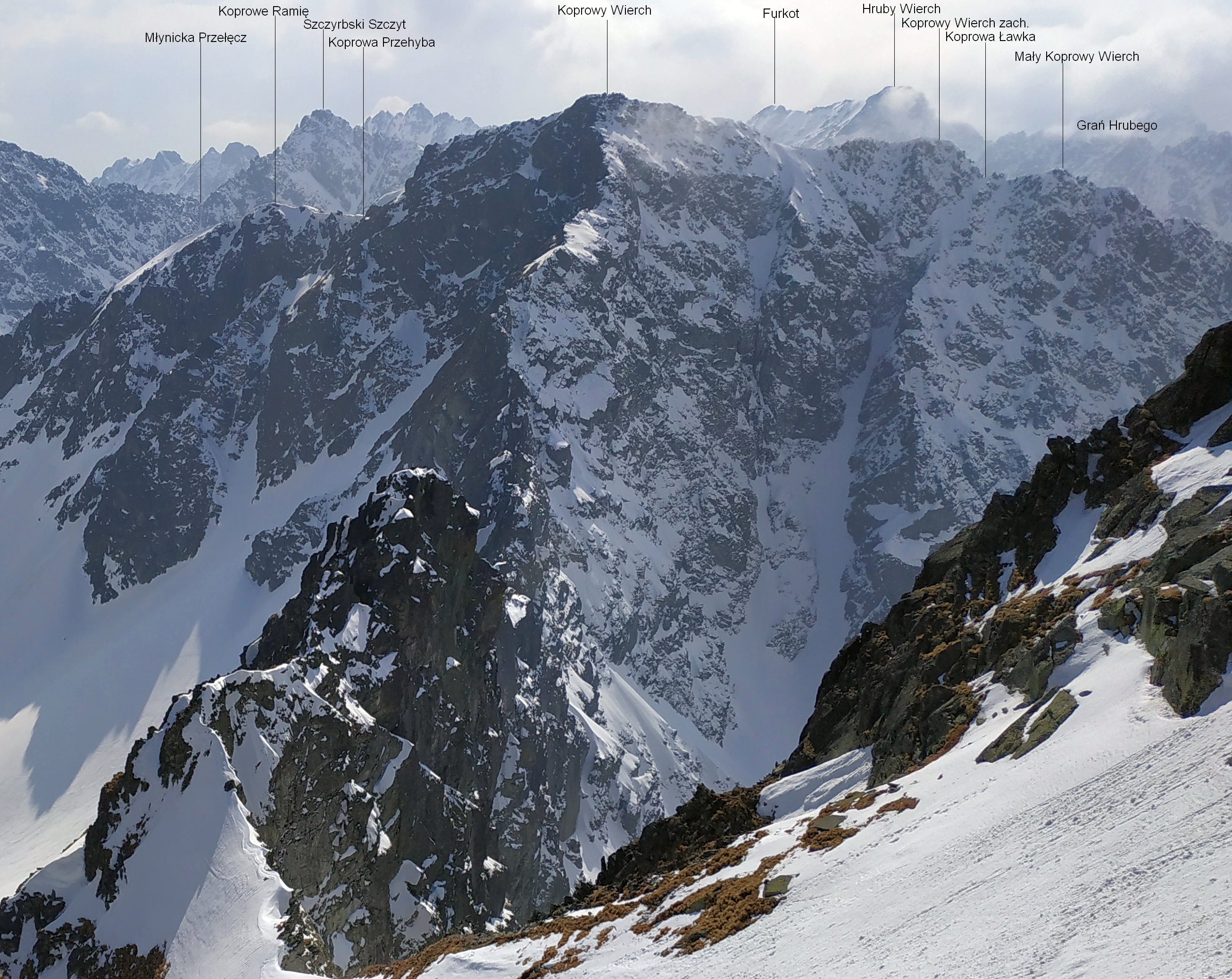
Widok z Cubryny

Drogi wspinaczkowe
1. Od Skrajnej Piarżystej Przełęczy, północno-wschodnią granią; III w skali tatrzańskiej, czas przejścia 1 godz. 30 min
2. Z Doliny Hlińskiej, południowo-zachodnim zboczem; 0-, 1 godz. 15 min
3. Granią od Koprowego Wierchu do Niżniej Przybylińskiej Przełęczy; 0+ (z ominięciem Palca), 2 godz.

WSCHODNIA ŚCIANA. Opada do Doliny Hińczowej i ma wysokość około 250 m. Jest niezbyt trudna, ale krucha i dla taterników mało interesująca. Z lewej strony (patrząc od dołu) ogranicza ją głęboki żleb spadający z Koprowej Przehyby. Najbardziej wybitną formacją tej ściany jest równoległe do niego żebro.
1. Prawą częścią ściany; II, 1 godz. 30 min
2. Środkową częścią ściany; II, 1 godz. 30 min
3. Droga Garnička; III, miejsce IV, 1 godz. 30 min
4. Wschodnim żebrem; I, 30 min, bardzo krucho

PÓŁNOCNA ŚCIANA. Opada do Doliny Piarżystej. Ma deniwelację około 250 m. Jej podstawa znajduje się na szczycie jednego z największych w Tatrach stożków piargowych.
1. Prawym filarem północnej ściany; V+ A0, 7 godz. 30 min
2. Środkowym kominem północnej ściany; V, A0, 6 godz.
3. Droga Komarnickich; II, miejsce IV, bardzo krucho, 3 godz.
4. Lewą częścią północnej ściany; III, 3 godz.
5. Lewym skrajem północnej ściany; I, miejsce II, 1 godz.[6]